# Cazadero (Kalifornija)
Cazadero je naseljeno područje za statističke svrhe u američkoj saveznoj državi Kalifornija. Prema popisu stanovništva iz 2010. u njemu je živjelo 354 stanovnika.